# Clemente Lequio
Clemente Lequio, född den 25 november 1857 i Pinerolo, död där den 1 mars 1920, var en italiensk militär.
Lequio blev officer vid artilleriet 1877 och befordrades efter hand till generalmajor och fördelningschef samt (1913) till generallöjtnant och inspektör för alpjägarna och sedermera till armékårchef. Vid Italiens inträde i första världskriget i maj 1915 blev Lequio chef för den häravdelning, som sammandrogs i landskapet Carnia på gränsen mot Kärnten, och hade sig anförtrott det omedelbara skyddet av Isonzoarmégruppens vänstra flank, vilken viktiga uppgift även framgångsrikt löstes. Under krigets sista skede förde han befälet över ockupationstrupperna på norra fronten (i Tyrolen).